# Pseudolasius karawajewi
Pseudolasius karawajewi är en myrart som beskrevs av Horace Donisthorpe 1942. Pseudolasius karawajewi ingår i släktet Pseudolasius och familjen myror. Inga underarter finns listade i Catalogue of Life.